# Дирфилд (Масачусетс)
Дирфилд (енгл. Deerfield) насељено је место без административног статуса у америчкој савезној држави Масачусетс.

## Демографија
По попису из 2010. године број становника је 643.
| Група             | 2000.    | 2010.       |
| Белци             | 0 (0,0%) | 565 (87,9%) |
| Афроамериканци    | 0 (0,0%) | 11 (1,7%)   |
| Азијати           | 0 (0,0%) | 16 (2,5%)   |
| Хиспаноамериканци | 0 (0,0%) | 28 (4,4%)   |
| Укупно            | 0        | 643         |